# Jamides rututui
Jamides rututui är en fjärilsart som beskrevs av Riley. Jamides rututui ingår i släktet Jamides och familjen juvelvingar. Inga underarter finns listade i Catalogue of Life.